# Sumorovac
Sumorovac (izvirno srbsko Суморовац) je naselje v Srbiji, ki upravno spada pod Občino Knić; slednja pa je del Šumadijskega upravnega okraja.

## Demografija
V naselju živi 113 polnoletnih prebivalcev, pri čemer je njihova povprečna starost 48,1 let (45,1 pri moških in 51,0 pri ženskah). Naselje ima 42 gospodinjstev, pri čemer je povprečno število članov na gospodinjstvo 3,17.
To naselje je popolnoma srbsko (glede na rezultate popisa iz leta 2002), a v času zadnjih treh popisov je opazno zmanjšanje števila prebivalcev.
|  |

| Demografija | Demografija     | Demografija     |
| Leto        | Št. prebivalcev | Št. prebivalcev |
| ----------- | --------------- | --------------- |
|             |                 |                 |
|             |                 |                 |
|             |                 |                 |
|             |                 |                 |
| 1948        | 242             |                 |
| 1953        | 224             |                 |
| 1961        | 228             |                 |
| 1971        | 211             |                 |
| 1981        | 182             |                 |
| 1991        | 176             | 175             |
| 2002        | 133             | 133             |
|             |                 |                 |

| Etnična sestava po popisu iz leta 2002 | Etnična sestava po popisu iz leta 2002 | Etnična sestava po popisu iz leta 2002 | Etnična sestava po popisu iz leta 2002 | Etnična sestava po popisu iz leta 2002 |
| -------------------------------------- | -------------------------------------- | -------------------------------------- | -------------------------------------- | -------------------------------------- |
| Srbi                                   | Srbi                                   |                                        | 133                                    | 100,0%                                 |
| Neznano                                | Neznano                                |                                        | 0                                      | 0,0%                                   |